# Giro del Lazio 1953
Il Giro del Lazio 1953, diciannovesima edizione della corsa, si svolse il 9 agosto 1953. La vittoria fu appannaggio dell'italiano Giorgio Albani, il quale precedette i connazionali Michele Gismondi e Vincenzo Rossello.

## Ordine d'arrivo (Top 10)
| Pos. | Corridore         | Squadra         | Tempo |
| ---- | ----------------- | --------------- | ----- |
| 1    | Giorgio Albani    | Legnano         |       |
| 2    | Michele Gismondi  | Bianchi-Pirelli |       |
| 3    | Vincenzo Rossello | Ganna-Ursus     |       |
| 4    | Nino Defilippis   | Legnano         |       |
| 5    | Mario Baroni      | Ganna-Ursus     |       |
| 6    | Pasquale Fornara  | Lygie           |       |
| 7    | Giancarlo Astrua  | Atala           |       |
| 8    | Luciano Maggini   | Atala           |       |
| 9    | Adolfo Grosso     | Benotto         |       |
| 10   | Giuseppe Minardi  | Legnano         |       |